# Here We Go Again (album Demi Lovato)
Here We Go Again – drugi studyjny album amerykańskiej wokalistki pop-rockowej Demi Lovato. Premiera płyty w Stanach Zjednoczonych miała miejsce 11 sierpnia 2009 roku.
W przeciwieństwie do poprzedniego albumu, tym razem artystka nie współpracowała głównie z członkami zespołu Jonas Brothers. Nick Jonas brał udział przy tworzeniu "Stop The World". Przy okazji pracy nad płytą Lovato współpracowała także z Johnem Mayerem, tworząc razem utwory "Shut Up And Love Me" oraz "World Of Chances". Will Beckett z zespołu The Academy Is... napisał z Demi piosenkę "For The Love Of A Daughter", która opowiada o relacjach piosenkarki z jej ojcem. Piosenka została jednak wydana dopiero przy okazji kolejnego albumu. Na swoim Live Webcast na Facebooku Demi wytłumaczyła, że nie chce, żeby rodzice słuchając tej piosenki zastanawiali się, co ma na myśli.
Demi chciała uzyskać na albumie brzmienie definiujące jej styl, a jednocześnie przypominające styl Johna Mayera, którego uważała za swojego idola. Chciała, żeby piosenki opowiadały o rzeczach ważnych.
Album został napisany z ciągu trzech tygodni, a nagrany w ciągu kolejnych dwóch (kwiecień-maj 2009).

## Single
Pierwszym singlem z tej płyty została piosenka "Here We Go Again". Teledysk został nagrany 8 czerwca. Do udziału w nagraniu zostali zaproszeni fani Lovato.  Oficjalną premierę miał 26 czerwca 2009, w internecine dostępny jest od 25 maja 2009. 

## Lista utworów
1. Here We Go Again
2. Solo
3. U Got Nothin' On Me
4. Falling Over Me
5. Quiet
6. Catch Me
7. Every Time You Lie
8. Got Dynamite
9. Stop The World
10. World Of Chances
11. Remember December
12. Everything You're Not
13. Gift Of A Friend  Bonus track
14. So Far So Great  Bonus track

Piosenka "For The Love Of A Daughter" została usunięta z albumu, ponieważ  Demi nie miała dobrych kontaktów z ojcem i nie chciała umieszczać jej na płycie. Piosenka ta jednak znalazła się na kolejnym albumie Lovato, Unbroken.
(źródło – www.demiweb.org)